# Heiligenkreuz (Titting)

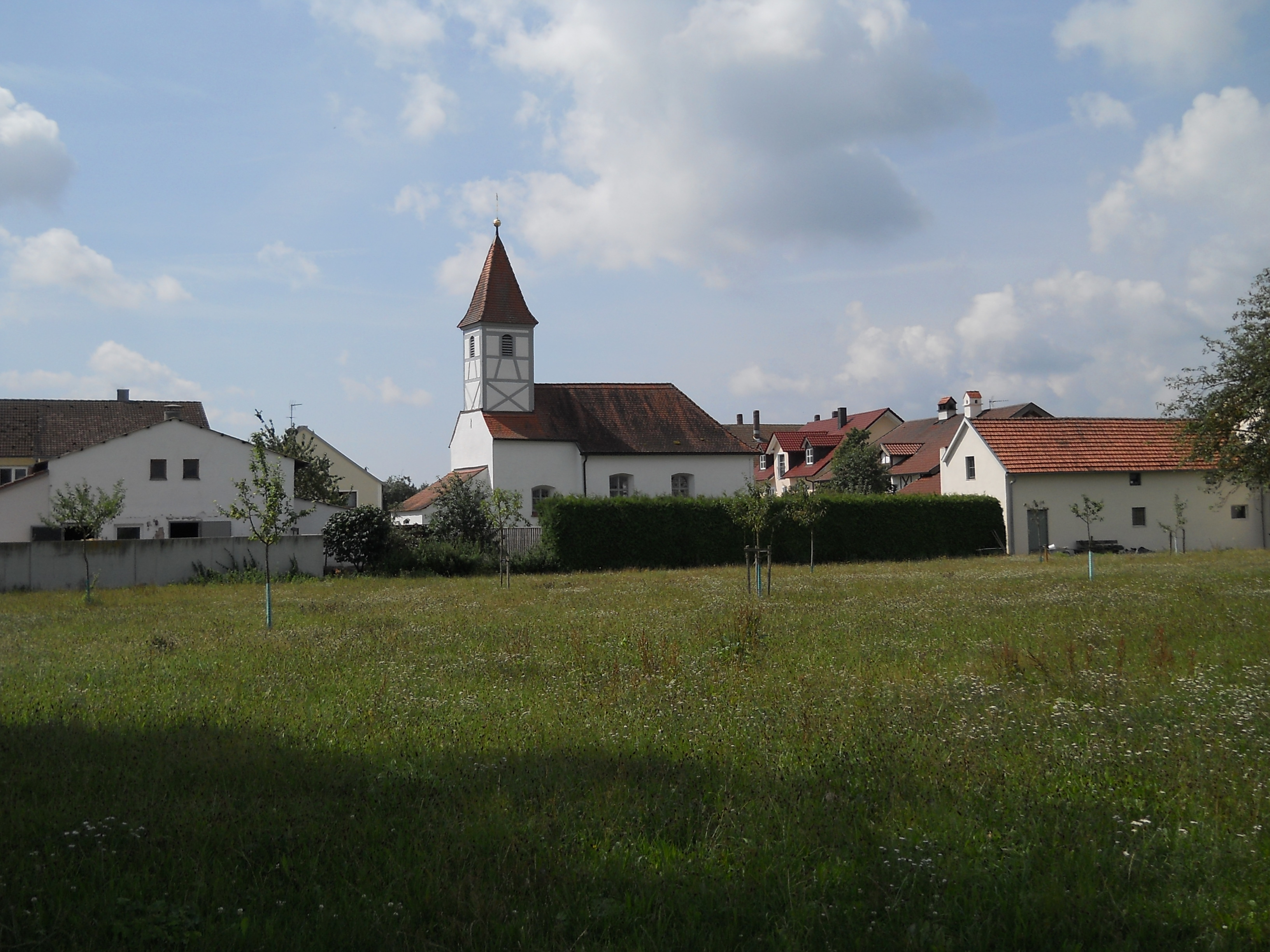
Heiligenkreuz

Heiligenkreuz ist ein Ortsteil des Marktes Titting im oberbayerischen Landkreis Eichstätt.

## Geografische Lage
Der Weiler liegt auf der Hochfläche der Frankenalb im Naturpark Altmühltal. Die nächsthöhere Erhebung ist in etwa 3 km Entfernung der Hohlbügel im Weißenburger Wald mit 587 m über NN. Von der Landkreisstadt Eichstätt und dem Altmühltal ist der Ort etwa 12 km in nordwestlicher Richtung entfernt.

## Geschichte
Bei Heiligenkreuz sind Hügelgräber aus der Hallstattzeit nachgewiesen.
Im 12. Jahrhundert hieß der Weiler Neunkirchen oder Neuenkirchen, womit „neue Kirche“ gemeint war. Bei dem Weiler handelte sich um ein sogenanntes Königsdorf. Von seinen Gütern ging 1194 ein Hof an das Schottenkloster in Eichstätt. 1305 fiel mit dem Aussterben der Grafen von Hirschberg mit Graf Gebhard VII. das Dorf als erledigtes Reichslehen an das Reich zurück und stand von da ab verwaltungsmäßig unter Kaiserlicher Reichspflege, ab 1534 mit Sitz in Weißenburg in Bayern. 1629, als die Reichspflege kurzzeitig an den Eichstätter Fürstbischof überging, waren hier sechs Güter bewohnt und zwei Hofstätten öd. 1638 wurde der Weiler im Dreißigjährigen Krieg zerstört. 1651 fiel die Reichspflege wieder an Weißenburg zurück. Die katholisch gebliebenen Königsdörfer wie Heiligenkreuz hatten aber unter der protestantischen Stadt Weißenburg immer wieder mit Problemen zu kämpfen; so war Heiligenkreuz glaubensmäßig in zwei Lager gespalten. Nach längeren Verhandlungen zwischen Weißenburg und Eichstätt wurde 1664 ein Vergleich geschlossen. Die Streitigkeiten gingen aber weiter, bis endlich 1679 eine kaiserliche Kommission nach Weißenburg kam und eine Teilung der Reichspflege erwirkte, in deren Folge die katholischen Dörfer dem Eichstätter Hochstift zugeteilt wurden.
Bevor somit am 20. Juli 1680 die Reichsunmittelbarkeit endete und „Heiligkreuz“ endgültig zum Hochstift Eichstätt kam, waren alle sieben Güter dem Augustiner-Chorherrenkloster Rebdorf lehenbar. Nunmehr unterstand Heiligenkreuz bis zum Ende des Alten Reiches dem Pfleg- und Vogtamt Titting-Raitenbuch.
Nach der Säkularisation war Heiligenkreuz zusammen mit Petersbuch ab 1808 in die Ruralgemeinde Kaldorf eingegliedert. Ab 1818 kam die Trennung von Kaldorf; Petersbuch erhielt zusammen mit Heiligenkreuz den Status einer eigenständigen politischen Gemeinde. 1879 kam die Gemeinde nach verschiedentlich geänderten Kreiseinteilungen (1806–1810: Altmühlkreis, 1810–1817: Oberdonaukreis, 1817–1838: Rezatkreis) zu dem neu gebildeten Bezirksamt Hilpoltstein (ab 1838: Regierungsbezirk Mittelfranken). Nach dessen Auflösung im Zuge der bayerischen Gebietsreform 1972 blieb die Gemeinde Petersbuch zunächst selbständig, und zwar nunmehr im oberbayerischen Landkreis Eichstätt. Am 1. Mai 1978 wurde die Eigenständigkeit aufgeben, indem sich Petersbuch dem nordöstlich im Anlautertal liegenden Markt Titting anschloss.
Die Einwohnerzahl lag im 19. Jahrhundert bei circa 50 und erreichte nach dem Zweiten Weltkrieg mit circa 70 ihren Höchststand. Seit den 1970er Jahren liegt die Einwohnerzahl etwas unter 50. 1956 wurde eine Flurbereinigung durchgeführt. 1983 waren bei 49 Einwohnern vier landwirtschaftliche Vollerwerbs- und drei Nebenerwerbsbetriebe ansässig. 1999 gab es im Ort einschließlich der Kirche elf Hausnummern.
1959 wurde die Ortsdurchfahrtsstraße nach der Kanalisation erstmals geteert. Das Dorf zählte zu diesem Zeitpunkt acht Häuser.

## Kultur und Sehenswürdigkeiten

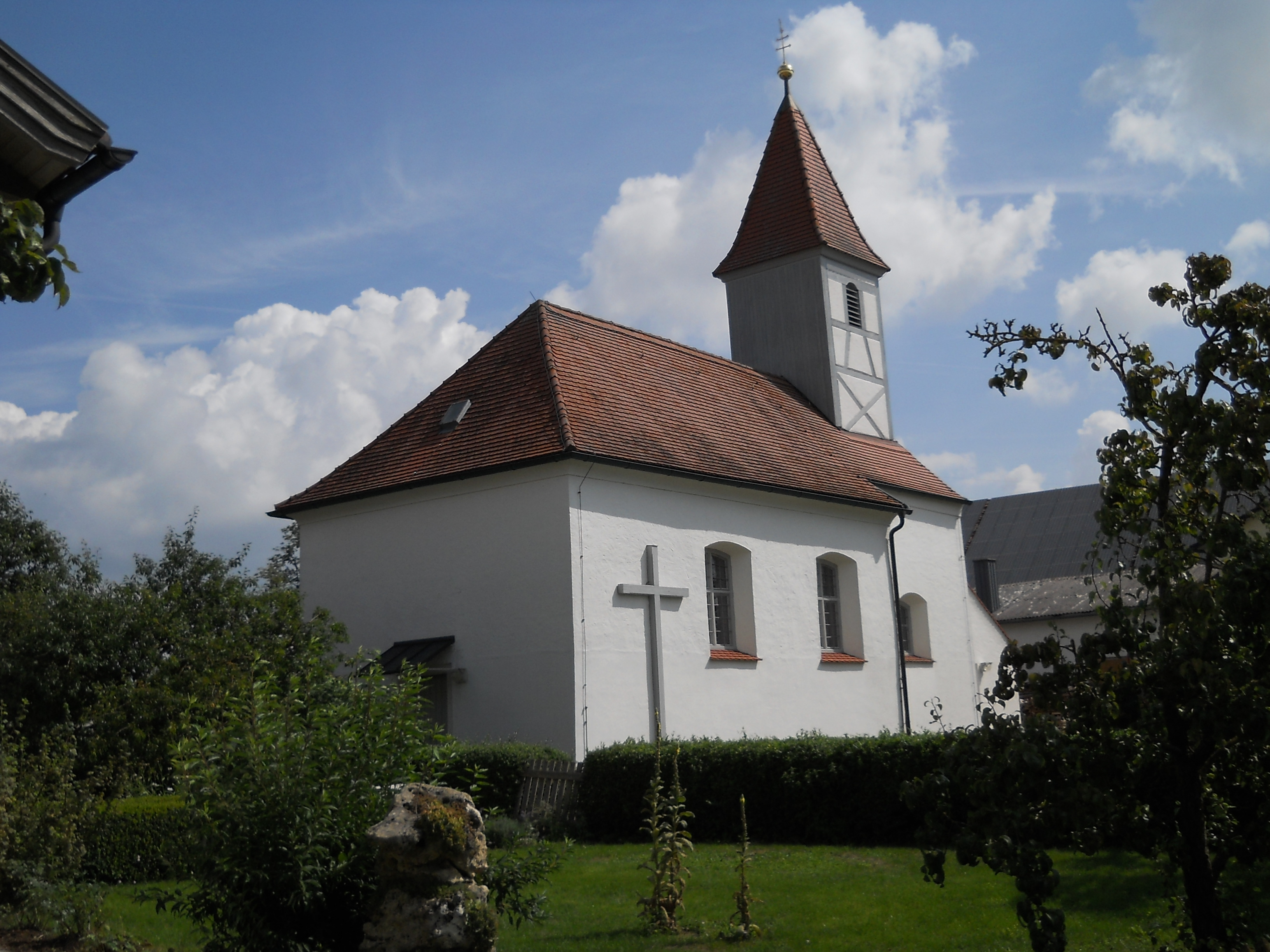
Die Kirche „Kreuzauffindung“ zu Heiligenkreuz

### Bauwerke
- Katholische Filialkirche „Kreuzauffindung“: 1480 ist sie als Filialkirche von Emsing erwähnt (heute ist sie Filiale der Pfarrei Kaldorf). Sie war im Mittelalter eine Wallfahrtskirche zum hl. Kreuz; alljährlich sollen bis zu 50 Wallfahrtszüge hierher gekommen sein, 20 davon allein am Fest Kreuzerhöhung. In einem Visitationsbericht von 1601 wird sie als in guter Verfassung bezeichnet. 1639 (und noch 1756) war sie der heiligen Helena geweiht. Als 1659 Kaldorf zur Pfarrei erhoben wurde, kam es zu einer Abtrennung von Petersbuch und Heiligenkreuz von Emsing und zur Eingliederung in die neue Pfarrei. 1664 wurde eine Sammlung zur Wiederherstellung der im Dreißigjährigen Krieg beschädigten Kirche durchgeführt. 1770 und 1829 erfolgte jeweils ein Kirchenneubau; 1832 wurde das Türmchen, ein Fachwerk-Dachreiter mit Ziegelhelm, errichtet; 2015 wurde das Kalksandstein-Mauerwerk zwischen dem Fachwerk durch ein Ziegelmauerwerk ersetzt. Die Ausstattung besteht aus einem barocken Hochaltar mit Barockkruzifix (um 1700) und weiterem barocken, aber auch spätgotischen Inventar.
- Anderbauer-Kapelle (19. Jahrhundert)

## Wirtschaft und Infrastruktur

### Verkehr
Der Ort liegt an einer von der Staatsstraße 2228 abzweigenden, zur Staatsstraße nahezu parallel verlaufenden Verbindungsstraße zwischen Ziegelhütte, zur Gemeinde Pollenfeld gehörend, und Petersbuch.

## Sage
Der alte Name Neunkirchen führte zu der Sage, dass Heiligenkreuz früher eine Stadt mit neun Kirchen gewesen sei, die im Dreißigjährigen Krieg zugrunde gegangen sei.